# 1998–1999-es UEFA-bajnokok ligája
Az 1998–1999-es UEFA-bajnokok ligája a legrangosabb európai nemzetközi labdarúgókupa, mely jelenlegi nevén 7., jogelődjeivel együttvéve 44. alkalommal került kiírásra. A döntőnek a barcelonai Camp Nou adott otthont. A döntőt az angol Manchester United nyerte, miután az utolsó percekben fordítva 2–1-re legyőzte a Bayern München csapatát.

## Selejtezők
A selejtezőket két fordulóban bonyolították le 1998. július 22. és augusztus 26. között. A selejtezőben 48 csapat vett részt.

### 1. selejtezőkör
Az első selejtezőkör párosításainak győztesei a második selejtezőkörbe jutottak, a vesztesek kiestek. Az első mérkőzéseket 1998. július 22-én, a visszavágókat július 27-én és 29-én játszották.
| 1. csapat        | Össz.Tooltip Aggregate score | 2. csapat                | 1. mérk. | 2. mérk. |
| ---------------- | ---------------------------- | ------------------------ | -------- | -------- |
| Sileks           | 1–2                          | Club Brugge              | 0–0      | 1–2      |
| ŁKS Łódź         | 7–2                          | Gəncə PFK                | 4–1      | 3–1      |
| Litex Lovecs     | 3–2                          | Halmstads BK             | 2–0      | 1–2      |
| Grasshopper      | 8–0                          | Jeunesse Esch            | 6–0      | 2–0      |
| Celtic           | 2–0                          | Saint Patrick’s Athletic | 0–0      | 2–0      |
| Kareda Šiauliai  | 0–4                          | NK Maribor               | 0–3      | 0–1      |
| Dinamo Kijiv     | 10–1                         | Barry Town FC            | 8–0      | 2–1      |
| Cliftonville     | 1–13                         | MFK Košice               | 1–5      | 0–8      |
| Skonto           | 2–1                          | Dinama Minszk            | 0–0      | 2–1      |
| Valletta FC      | 0–8                          | Anórthoszisz             | 0–2      | 0–6      |
| Beitar Jerusalem | 5–1                          | B36                      | 4–1      | 1–0      |
| Dinamo Tbiliszi  | 4–3                          | Vllaznia Shkodër         | 3–0      | 1–3      |
| HJK              | 5–0                          | FC Jerevan               | 2–0      | 3–0      |
| FK Obilić        | 4–1                          | ÍBV                      | 2–0      | 2–1      |
| Zimbru Chișinău  | 2–3                          | Újpest FC                | 1–0      | 1–3      |
| Steaua București | 5–4                          | FC Flora                 | 4–1      | 1–3      |

### 2. selejtezőkör
A második selejtezőkör párosításainak győztesei a csoportkörbe jutottak, a vesztesek az UEFA-kupa 1. fordulójába kerültek. Az első mérkőzéseket 1998. augusztus 12-én, a visszavágókat augusztus 26-án játszották.
| 1. csapat         | Össz.Tooltip Aggregate score | 2. csapat        | 1. mérk. | 2. mérk.   |
| ----------------- | ---------------------------- | ---------------- | -------- | ---------- |
| Rosenborg         | 4–4 (i.g.)                   | Club Brugge      | 2–0      | 2–4        |
| Manchester United | 2–0                          | ŁKS Łódź         | 2–0      | 0–0        |
| Litex Lovecs      | 2–11                         | Szpartak Moszkva | 0–5      | 2–6        |
| Galatasaray       | 5–3                          | Grasshopper      | 2–1      | 3–2        |
| Celtic            | 1–3                          | Croatia Zagreb   | 1–0      | 0–3        |
| NK Maribor        | 3–5                          | PSV Eindhoven    | 2–1      | 1–4 (h.u.) |
| Dinamo Kijiv      | 1–1 (t. 3–1)                 | Sparta Praha     | 0–1      | 1–0 (h.u.) |
| MFK Košice        | 1–2                          | Brøndby IF       | 0–2      | 1–0        |
| Internazionale    | 7–1                          | Skonto           | 4–0      | 3–1        |
| Olimbiakósz       | 6–3                          | Anórthoszisz     | 2–1      | 4–2        |
| Benfica           | 8–4                          | Beitar Jerusalem | 6–0      | 2–4        |
| Dinamo Tbiliszi   | 2–2 (i.g.)                   | Athletic Bilbao  | 2–1      | 0–1        |
| HJK               | 2–1                          | FC Metz          | 1–0      | 1–1        |
| Bayern München    | 5–1                          | FK Obilić        | 4–0      | 1–1        |
| Sturm Graz        | 7–2                          | Újpest FC        | 4–0      | 3–2        |
| Steaua București  | 5–8                          | Panathinaikósz   | 2–2      | 3–6        |

## Csoportkör
A csoportkörben 24 csapat vett részt, a sorsoláskor hat darab négycsapatos csoportot képeztek. A csoportokban a csapatok körmérkőzéses, oda-visszavágós rendszerben mérkőztek meg egymással. A csoportok első helyezettjei, valamint a két legjobb második helyezett az egyenes kieséses szakaszba jutott. A többi csapat kiesett. A csoportkör mérkőzéseit 1998. szeptember 16. és december 9. között játszották le.

### A csoport
| Hely. | Csapat         | M | Gy | D | V | G+ | G– | Gk | P  | Továbbjutás                                |     | OLY | CZG | POR | AJX |
| ----- | -------------- | - | -- | - | - | -- | -- | -- | -- | ------------------------------------------ | --- | --- | --- | --- | --- |
| 1.    | Olimbiakósz    | 6 | 3  | 2 | 1 | 8  | 6  | +2 | 11 | Továbbjutott az egyenes kieséses szakaszba |     | —   | 2–0 | 2–1 | 1–0 |
| 2.    | Croatia Zagreb | 6 | 2  | 2 | 2 | 5  | 7  | −2 | 8  |                                            |     | 1–1 | —   | 3–1 | 0–0 |
| 3.    | FC Porto       | 6 | 2  | 1 | 3 | 11 | 9  | +2 | 7  |                                            | 2–2 | 3–0 | —   | 3–0 |     |
| 4.    | Ajax           | 6 | 2  | 1 | 3 | 4  | 6  | −2 | 7  |                                            | 2–0 | 0–1 | 2–1 | —   |     |

### B csoport
| Hely. | Csapat          | M | Gy | D | V | G+ | G– | Gk | P | Továbbjutás                                |     | JUV | GAL | ROS | ATH |
| ----- | --------------- | - | -- | - | - | -- | -- | -- | - | ------------------------------------------ | --- | --- | --- | --- | --- |
| 1.    | Juventus        | 6 | 1  | 5 | 0 | 7  | 5  | +2 | 8 | Továbbjutott az egyenes kieséses szakaszba |     | —   | 2–2 | 2–0 | 1–1 |
| 2.    | Galatasaray     | 6 | 2  | 2 | 2 | 8  | 8  | 0  | 8 |                                            |     | 1–1 | —   | 3–0 | 2–1 |
| 3.    | Rosenborg       | 6 | 2  | 2 | 2 | 7  | 8  | −1 | 8 |                                            | 1–1 | 3–0 | —   | 2–1 |     |
| 4.    | Athletic Bilbao | 6 | 1  | 3 | 2 | 5  | 6  | −1 | 6 |                                            | 0–0 | 1–0 | 1–1 | —   |     |

### C csoport
| Hely. | Csapat           | M | Gy | D | V | G+ | G– | Gk  | P  | Továbbjutás                                |     | INT | RMA | SPM | STM |
| ----- | ---------------- | - | -- | - | - | -- | -- | --- | -- | ------------------------------------------ | --- | --- | --- | --- | --- |
| 1.    | Internazionale   | 6 | 4  | 1 | 1 | 9  | 5  | +4  | 13 | Továbbjutott az egyenes kieséses szakaszba |     | —   | 3–1 | 2–1 | 1–0 |
| 2.    | Real Madrid      | 6 | 4  | 0 | 2 | 17 | 8  | +9  | 12 | Továbbjutott az egyenes kieséses szakaszba |     | 2–0 | —   | 2–1 | 6–1 |
| 3.    | Szpartak Moszkva | 6 | 2  | 2 | 2 | 7  | 6  | +1  | 8  |                                            |     | 1–1 | 2–1 | —   | 0–0 |
| 4.    | Sturm Graz       | 6 | 0  | 1 | 5 | 2  | 16 | −14 | 1  |                                            | 0–2 | 1–5 | 0–2 | —   |     |

### D csoport
| Hely. | Csapat            | M | Gy | D | V | G+ | G– | Gk  | P  | Továbbjutás                                |     | BAY | MUN | BAR | BRO |
| ----- | ----------------- | - | -- | - | - | -- | -- | --- | -- | ------------------------------------------ | --- | --- | --- | --- | --- |
| 1.    | Bayern München    | 6 | 3  | 2 | 1 | 9  | 6  | +3  | 11 | Továbbjutott az egyenes kieséses szakaszba |     | —   | 2–2 | 1–0 | 2–0 |
| 2.    | Manchester United | 6 | 2  | 4 | 0 | 20 | 11 | +9  | 10 | Továbbjutott az egyenes kieséses szakaszba |     | 1–1 | —   | 3–3 | 5–0 |
| 3.    | FC Barcelona      | 6 | 2  | 2 | 2 | 11 | 9  | +2  | 8  |                                            |     | 1–2 | 3–3 | —   | 2–0 |
| 4.    | Brøndby IF        | 6 | 1  | 0 | 5 | 4  | 18 | −14 | 3  |                                            | 2–1 | 2–6 | 0–2 | —   |     |

### E csoport
| Hely. | Csapat         | M | Gy | D | V | G+ | G– | Gk | P  | Továbbjutás                                |     | DKV | LEN | ARS | PAN |
| ----- | -------------- | - | -- | - | - | -- | -- | -- | -- | ------------------------------------------ | --- | --- | --- | --- | --- |
| 1.    | Dinamo Kijiv   | 6 | 3  | 2 | 1 | 11 | 7  | +4 | 11 | Továbbjutott az egyenes kieséses szakaszba |     | —   | 1–1 | 3–1 | 2–1 |
| 2.    | RC Lens        | 6 | 2  | 2 | 2 | 5  | 6  | −1 | 8  |                                            |     | 1–3 | —   | 1–1 | 1–0 |
| 3.    | Arsenal        | 6 | 2  | 2 | 2 | 8  | 8  | 0  | 8  |                                            | 1–1 | 0–1 | —   | 2–1 |     |
| 4.    | Panathinaikósz | 6 | 2  | 0 | 4 | 6  | 9  | −3 | 6  |                                            | 2–1 | 1–0 | 1–3 | —   |     |

### F csoport
| Hely. | Csapat               | M | Gy | D | V | G+ | G– | Gk | P  | Továbbjutás                                |     | KAI | BEN | PSV | HJK |
| ----- | -------------------- | - | -- | - | - | -- | -- | -- | -- | ------------------------------------------ | --- | --- | --- | --- | --- |
| 1.    | 1. FC Kaiserslautern | 6 | 4  | 1 | 1 | 12 | 6  | +6 | 13 | Továbbjutott az egyenes kieséses szakaszba |     | —   | 1–0 | 3–1 | 5–2 |
| 2.    | Benfica              | 6 | 2  | 2 | 2 | 8  | 9  | −1 | 8  |                                            |     | 2–1 | —   | 2–1 | 2–2 |
| 3.    | PSV Eindhoven        | 6 | 2  | 1 | 3 | 10 | 11 | −1 | 7  |                                            | 1–2 | 2–2 | —   | 2–1 |     |
| 4.    | HJK                  | 6 | 1  | 2 | 3 | 8  | 12 | −4 | 5  |                                            | 0–0 | 2–0 | 1–3 | —   |     |

### Második helyezettek sorrendje
| Hely. | Cs | Csapat            | M | Gy | D | V | G+ | G– | Gk | P  | Továbbjutás                                |
| ----- | -- | ----------------- | - | -- | - | - | -- | -- | -- | -- | ------------------------------------------ |
| 1.    | C  | Real Madrid       | 6 | 4  | 0 | 2 | 17 | 8  | +9 | 12 | Továbbjutott az egyenes kieséses szakaszba |
| 2.    | D  | Manchester United | 6 | 2  | 4 | 0 | 20 | 11 | +9 | 10 | Továbbjutott az egyenes kieséses szakaszba |
| 3.    | B  | Galatasaray       | 6 | 2  | 2 | 2 | 8  | 8  | 0  | 8  |                                            |
| 4.    | F  | Benfica           | 6 | 2  | 2 | 2 | 8  | 9  | −1 | 8  |                                            |
| 5.    | E  | Lens              | 6 | 2  | 2 | 2 | 5  | 6  | −1 | 8  |                                            |
| 6.    | A  | Croatia Zagreb    | 6 | 2  | 2 | 2 | 5  | 7  | −2 | 8  |                                            |

## Egyenes kieséses szakasz
Az egyenes kieséses szakaszban a csoportkör hat első helyezettje és két legjobb második helyezettje  vett részt.
|  | Negyeddöntők      | Negyeddöntők      | Negyeddöntők   | Negyeddöntők   | Negyeddöntők |   |                   | Elődöntők         | Elődöntők | Elődöntők | Elődöntők | Elődöntők |  |  | Döntő | Döntő | Döntő |  |
|  |                   |                   |                |                |              |   |                   |                   |           |           |           |           |  |  |       |       |       |  |
|  | Manchester United | Manchester United | 2              | 1              | 3            |   |                   |                   |           |           |           |           |  |  |       |       |       |  |
|  | Manchester United | Manchester United | 2              | 1              | 3            |   |                   |                   |           |           |           |           |  |  |       |       |       |  |
|  | Internazionale    | Internazionale    | 0              | 1              | 1            |   |                   |                   |           |           |           |           |  |  |       |       |       |  |
|  | Internazionale    | Internazionale    | 0              | 1              | 1            |   | Manchester United | Manchester United | 1         | 3         | 4         |           |  |  |       |       |       |  |
|  |                   |                   |                |                |              |   | Manchester United | Manchester United | 1         | 3         | 4         |           |  |  |       |       |       |  |
|  |                   |                   | Juventus       | Juventus       | 1            | 2 | 3                 |                   |           |           |           |           |  |  |       |       |       |  |
|  | Juventus          | Juventus          | Juventus       | Juventus       | 1            | 2 | 3                 | 2                 | 1         | 3         |           |           |  |  |       |       |       |  |
|  | Juventus          | Juventus          |                |                |              |   |                   |                   |           | 3         |           |           |  |  |       |       |       |  |
|  | Olimbiakósz       | Olimbiakósz       | 1              | 1              | 2            |   |                   |                   |           |           |           |           |  |  |       |       |       |  |
|  | Olimbiakósz       | Olimbiakósz       | 1              | 1              | 2            |   | Manchester United | Manchester United | 2         |           |           |           |  |  |       |       |       |  |
|  |                   |                   |                |                |              |   |                   |                   |           |           |           |           |  |  |       |       |       |  |
|  |                   |                   | Bayern München | Bayern München | 1            |   |                   |                   |           |           |           |           |  |  |       |       |       |  |
|  | Real Madrid       | Real Madrid       | Bayern München | Bayern München | 1            | 1 | 0                 | 1                 |           |           |           |           |  |  |       |       |       |  |
|  | Real Madrid       | Real Madrid       |                |                |              |   |                   | 1                 |           |           |           |           |  |  |       |       |       |  |
|  | Dinamo Kijiv      | Dinamo Kijiv      | 1              | 2              | 3            |   |                   |                   |           |           |           |           |  |  |       |       |       |  |
|  | Dinamo Kijiv      | Dinamo Kijiv      | 1              | 2              | 3            |   | Dinamo Kijiv      | Dinamo Kijiv      | 3         | 0         | 3         |           |  |  |       |       |       |  |
|  |                   |                   |                |                |              |   | Dinamo Kijiv      | Dinamo Kijiv      | 3         | 0         | 3         |           |  |  |       |       |       |  |
|  |                   |                   | Bayern München | Bayern München | 3            | 1 | 4                 |                   |           |           |           |           |  |  |       |       |       |  |
|  | Bayern München    | Bayern München    | Bayern München | Bayern München | 3            | 1 | 4                 | 2                 | 4         | 6         |           |           |  |  |       |       |       |  |
|  | Bayern München    | Bayern München    |                |                |              |   |                   |                   |           | 6         |           |           |  |  |       |       |       |  |
|  | Kaiserslautern    | Kaiserslautern    | 0              | 0              | 0            |   |                   |                   |           |           |           |           |  |  |       |       |       |  |

### Negyeddöntők
Az első mérkőzéseket 1999. március 3-án, a visszavágókat március 17-én játszották.
| 1. csapat         | Össz.Tooltip Aggregate score | 2. csapat      | 1. mérk. | 2. mérk. |
| ----------------- | ---------------------------- | -------------- | -------- | -------- |
| Real Madrid       | 1–3                          | Dinamo Kijiv   | 1–1      | 0–2      |
| Manchester United | 3–1                          | Internazionale | 2–0      | 1–1      |
| Juventus          | 3–2                          | Olimbiakósz    | 2–1      | 1–1      |
| Bayern München    | 6–0                          | Kaiserslautern | 2–0      | 4–0      |

### Elődöntők
Az első mérkőzéseket 1999. április 7-én, a visszavágókat április 21-én játszották.
| 1. csapat         | Össz.Tooltip Aggregate score | 2. csapat      | 1. mérk. | 2. mérk. |
| ----------------- | ---------------------------- | -------------- | -------- | -------- |
| Manchester United | 4–3                          | Juventus       | 1–1      | 3–2      |
| Dinamo Kijiv      | 3–4                          | Bayern München | 3–3      | 0–1      |

### Döntő
| 1999. május 26. 20:45 (CET) |

| Manchester United               | 2–1               | Bayern München |
| ------------------------------- | ----------------- | -------------- |
| Sheringham 90+1' Solskjær 90+3' | (0–1) Jegyzőkönyv | Basler 6'      |

| Camp Nou, Barcelona Nézőszám: 90 045 Játékvezető: Pierluigi Collina (olasz) |

| Az 1998–1999-es UEFA-bajnokok ligája győztese |
| --------------------------------------------- |
| Manchester United 2. cím                      |